# Doc Comparato
Luiz Felipe Loureiro Comparato, conhecido como Doc Comparato (Rio de Janeiro, 3 de novembro de 1949), é um ator, escritor de telenovelas, minisséries e seriados de televisão e roteirista de cinema brasileiro. É pai das atrizes Bianca Comparato e Lorena Comparato. Filho de Antonino Comparato e de Maria de Lourdes Loureiro Comparato, nasceu na Casa de Saúde São Sebastião, no bairro do Catete, na capital fluminense.
Comparato é considerado um dos principais roteiristas da televisão brasileira. Realizou alguns trabalhos no exterior na década de 80 e também na Rede Globo, onde foi um dos fundadores da Casa de Criação. Entre outros trabalhos na emissora, é um dos criadores da série Plantão de Polícia, exibido de 1979 a 1981.

## Biografia
Luiz Felipe Loureiro Comparato nasceu em 3 de novembro de 1949, na Casa de Saúde São Sebastião, no Rio de Janeiro, filho de Antonino Comparato, descendente de italianos e portugueses, e de Maria de Lourdes Comparato.
Em 1968 foi aprovado em primeiro lugar para a Faculdade de Medicina, da Universidade Federal Fluminense, UFF, curso que concluiu em 1972. Ainda na década de 1970, Luiz Felipe recebeu duas bolsas de estudos no exterior, México e Reino Unido, decidindo estudar pelo British Council. Morou por dois anos em Hampstead, um bairro de Londres, capital da Inglaterra, onde se especializou em cardiologia. Foi nessa época que passou a ser chamado de Doc, abreviação de doctor (doutor em português). No Inglaterra também fez cursos de roteiro e escreveu suas primeiras peças e contos, assinando-os como Doc Felipe Comparato.
Em 1977 conheceu sua primeira esposa, Cecília Maria Neder Castro. No ano seguinte, de volta ao Brasil, estreou na televisão na Rede Globo, convidado pelo ator e diretor Ziembinski para escrever para o programa Caso Especial. O episódio "E agora, Marco?", teve a atriz Yoná Magalhães interpretando a protagonista. Em uma entrevista, Doc revelou que Ziembinski foi quem sugeriu que ele tirasse do nome artístico "Felipe", deixando a alcunha com a qual é conhecido em arte: Doc Comparato. Ainda em 1978, Doc venceu o concurso de peças teatrais do antigo Serviço Nacional de Teatro e de Contos do Paraná, um dos mais importantes na época. No final da década de 1970 integrou a equipe de redação do jornal Pasquim. Colaborou ainda com as revistas Playboy e Ele e Ela, entre outras publicações.
Em 1980 casou-se com Cecilia. No mesmo ano nasceu sua primeira filha, Fabiana de Castro Comparato. Na época Doc foi contratado da TV Globo, onde escreveu Plantão de polícia e Malu Mulher. Recebeu o Prêmio Leitura do Concurso de Peças O Testamento, no Serviço Nacional de Teatro.
1982 também foi um ano produtivo. Doc conquistou a Medalha de Ouro do New York Film Festival com Lampião e Maria Bonita, primeira minissérie exibida pela Globo, escrita em parceria com Aguinaldo Silva . Ainda em 82 lançou o livro Roteiro – Arte e Técnica de Escrever para TV e Cinema, que foi o primeiro no gênero em língua portuguesa. A obra se tornou um bestseller. No mesmo ano, Comparato recebeu o Prêmio da Crítica de São Paulo como melhor autor na Associação Paulista de Críticos de Arte .
Com a intensidade cada vez maior do trabalho de roteirista, Doc deixou definitivamente de clinicar entre os anos de 1982 e 1983. Separado de Cecilia Neder, em 1984 conheceu a fonoaudióloga Leila de Souza Mendes, com quem mais tarde teve outras duas filhas. No mesmo ano, Doc Comparado lançou o livro Da Criação ao Roteiro, trabalho que virou referência no tema e que até hoje é reconhecido inclusive fora do Brasil. A imersão teórica e prática sobre o assunto fez de Doc professor de roteiros e ele começou a dar aulas em países da América Latina e da Europa. Em Portugal, ministrou um curso para funcionários da emissora RTP. 
Em 1985, no Rio de Janeiro, nasceu Bianca Comparato, filha de Leila e Doc Comparato, que passam a viver juntos. Ele continuou trabalhando regularmente no exterior e na Rede Globo, onde se tornou um dos fundadores do departamento de formação de autores da Casa de Criação, dirigido por Dias Gomes.
Em 1986, com a minissérie O Tempo e o Vento, ganhou o Prêmio Coral Negro, no Festival de Havana em Cuba, e passou a trabalhar com Gabriel García Márquez, com quem escreveu a minissérie espanhola Me Alquilo para Soñar para a TVE, em Madri. A obra também virou um livro, publicado no Brasil e em outros países. Sua parceria com Gabo é contada no livro De la Creación al Guión, versão colombiana de Da Criação ao Roteiro. Em 1987 e 1988 Doc deixou a TV Globo e passou a realizar diversos trabalhos internacionais. Já no fim da década de 1980, Doc Comparato recebeu convite e foi contratado pela empresa Videoarte, passando a morar em Sintra, Portugal. Residiu na Casa das Minas, mesmo local onde o cineasta, ator e escritor brasileiro Glauber Rocha viveu. Foi em Portugal, em 1990, que nasceu Lorena Comparato, segunda filha do casal Leila e Doc. Dali em diante, se tornou roteirista internacional e viveu longos períodos no exterior. Morou, além de Portugal, na Espanha, na Itália e no México. Foi um dos fundadores e coordenador do Máster de Roteiro da Universidade Autônoma de Barcelona. Ganhou espaço como professor, consultor criativo de televisões e "script doctor". 
Em 1996, Doc retornou ao Brasil e foi recontratado pela Rede Globo. Um ano depois publicou seu primeiro romance, A Guerra das Imaginações, obra traduzida para o inglês, espanhol, italiano e alemão. Também em 1997 foi um dos criadores, junto com Daniel Filho, Antonio Calmon e Aguinaldo Silva, do seriado policial A Justiceira .
Em 2001, Doc Comparato ministrou o curso de roteiro cinematográfico na Escola de Cinema e Televisão de Munique, na Alemanha, tornando-se tornou o primeiro sul-americano a ocupar essa função.
Em 2004, Doc Comparato foi para o SBT, onde atuou como consultor de teledramaturgia. Pouco depois se transferiu para a TV Record, integrando a equipe de colaboradores do autor Tiago Santiago nas novelas Caminhos do coração (2007) e Os Mutantes (2008). 
Além da televisão, Doc Comparato assinou roteiros para Cinema e criou diversas peças para teatro, que também foram publicadas em livros e ebooks.
Em 2017, Doc fez parte da comissão de seleção da Academia Brasileira de Cinema que elegeu o longa metragem Bingo, de Daniel Rezende, como candidato brasileiro para a disputado dos indicados ao Oscar de melhor filme estrangeiro. No mesmo ano, Doc Comparato foi semifinalista do concurso Toronto International Screenwriting Competition 2017, com o roteiro de longa-metragem Bending Light.

## Carreira

### Televisão
- 2008 — Os Mutantes - Caminhos do Coração (telenovela- Rede Record) - Colaborador
- 2007 — Caminhos do Coração (telenovela - Rede Record) - Colaborador
- 1998 — Mulher (seriado - TV Globo)
- 1997 — A Justiceira (minissérie - TV Globo)
- 1993 — Retrato de Mulher (seriado - TV Globo)
- 1990 — A, E, I, O... Urca (minissérie - TV Globo)
- 1985 — O Tempo e o Vento (minissérie - TV Globo)
- 1984 — Padre Cícero (minissérie - TV Globo)
- 1983 — Bandidos da Falange (1983) (minissérie - TV Globo)
- 1982 — Lampião e Maria Bonita (minissérie - TV Globo)
- 1979 — Plantão de Polícia (seriado - TV Globo)

### Personagens
- Macedo, na minissérie Padre Cícero, exibida na Rede Globo em 1984.
- Judeu Jacob, em A, E, I, O... Urca exibida em 1998.
- Em 1985 e 1998, Doc Comparato participou da novela A Gata Comeu e da minissérie Labirinto, interpretando ele mesmo.[13]
- Em A Dama das Camélias, Doc Comparato foi o garoto da claquete em episódio do Quarta Nobre no ano de 1983.[carece de fontes?]

### Cinema
- 2002 — El corazón de la tierra, em Madri, Espanha, com Antonio Cuadri na direção, produção da Blue Rider Pictures (associate producer), Costa do Castelo Filmes, Future Films, Manufacturas Audiovisuales, Sequence Film.
- 1993 — Piège, em Paris, França, com Jorge Marrecos na direção e produção de Pathé.
- 1990/91 - Encontros Imperfeitos, em Lisboa, Portugal, com o diretor Jorge Marrecos e produção do Instituto Português de Cinema (IPC), Radiotelevisão Portuguesa (RTP), S.P. Filmes.
- 1984 — Águia na Cabeça
- 1983 — O Cangaceiro Trapalhão
- 1983 — O Trapalhão na Arca de Noé
- 1981 — O Beijo no Asfalto
- 1981 — A Mulher Sensual
- 1981 — Bonitinha mas Ordinária ou Otto Lara Rezende
- 1979 — O Bom Burguês

### Premiações
Fonte: Projeto Encontro Marcado.
- 1965 — Medalha de Excelência do 1º Científico do Externato São José
- 1979 — Prêmio Leitura do Concurso de Peças, O Beijo da Louca, Serviço Nacional de Teatro
- 1980 — Prêmio Leitura do Concurso de Peças, O Testamento, Serviço Nacional de Teatro
- 1982 — Prêmio da Crítica de São Paulo, como melhor autor pela Associação Paulista de Críticos de Arte - APCA
- 1982 — Medalha de Ouro do Festival de Cinema de Nova Iorque pela minissérie Lampião e Maria Bonita
- 1984 — Prêmio da crítica, no Festival de Televisão de Monte Carlo, pela adaptação para TV do livro Morte no Paraíso de Alberto Diniz
- 1984 — Prêmio de melhor argumento com o filme O Cangaceiro Trapalhão no Festival de Cinema de Tomar, Portugal
- 1986 — Prêmio Coral Negro, no Festival de Havana para a TV, com a minissérie O Tempo e o Vento
- 1995 — Prêmio San Jordi da Academia de Letras Catalãs
- 2003 — Prêmio Anna Magnani de melhor montagem teatral com Nostradamus – Itália[14]
- 2016 — Finalista do Cannes Screenplay Contest, no Festival de Cannes[carece de fontes?]

### No Brasil
- 1979 – Sangue, Papéis e Lágrimas[15]
- 1981 – O Melhor da Crônica Brasileira 2 (coletânea que inclui textos de Aldir Blanc, João Saldanha e Manuel Bandeira)
- 1982 – Roteiro[15]
- 1984 – Da Criação ao Roteiro[15]
- 1984 – Nadistas e Tudistas[16]
- 1997 – A Guerra das Imaginações[17][18]
- 2001 - Me Alugo para Sonhar (Oficina de Roteiro em colaboração com Gabriel García Márquez)
- 2018 – Contos e crônicas: Publicados pelo Pasquim e premidos pelo Brasil
- 2018 – Da Criação ao Roteiro - Teoria e Prática[19][20]. (Edição revista, atualizada e ampliada em comemoração aos 40 anos de profissão do autor)

### No exterior
- 1983 – El Guión. Art i Tècnica d'Escriure per al Cinema i la Televisió (Barcelona)
- 1983 – El Guión (Madrid)
- 1983 – El Guión (Buenos Aires)
- 1988 – De la Criación al Guión (Barcelona)
- 1992 – Da Criação ao Guião. A Arte de Escrever para Cinema e Televisão (Lisboa)
- 1994 – Arnau, Els Dies Secrets, con Xesc Barceló (Barcelona)
- 1995 – Me Alquilo para Soñar. Taller de Guión de Gabriel García Márquez con colaboración de Doc Comparato (Bogotá)
- 1997 – Me Alquilo para Soñar. Taller de guión de Gabriel García Márquez com colaboración de Doc Comparato (Madrid)
- 1997 – El guión – Arte y Técnica de la escritura para cine y televisión (Buenos Aires)
- 1998 – A Guerra das Imaginações (Lisboa)
- 1998 – La Guerra de las Imaginaciones (Barcelona)
- 2002 – Scrivere um film (Roma)
- 2016 – De la Creación al Guión: Arte y Técnica de Escribir para Cine y Televisión (Bogotá) [8]

### Textos teatrais
- 1981 – As Tias: Tragicomédia em Dois Atos (com Aguinaldo Silva)[21][22]
- 1984 – A Incrível Viagem[23]
- 1977-1982 – Trilogia do Amanhã

1. Plêiades (ou Pequenas Cirurgias para Aracnídeos)
2. O Beijo da Louca[24]
3. O Despertar dos Desatinados

- 1985-2000 – Trilogia do Tempo

1. Nostradamus[24] (O Prisioneiro do Futuro)
2. Michelangelo[24] (O Prisioneiro do Presente)
3. O Círculo das Luzes[24] (O Prisioneiro do Passado)

- 2000-2012 – Trilogia da Imaginação

1. Sempre (ou O Caso da Moça de Gargantilha; ou Na Intimidade das Coisas)
2. Jamais (ou Calabar, Um Elogio à Traição; ou Na Posse das Coisas)
3. Eterno (Os Dias Secretos de Orson Welles no Brasil; ou No Inalcançável das Coisas)

### Ebooks
- 2014

1. Nostradamus (English Edition)
2. Rainforest (English Edition)
3. Prisioners of Paradise (English Edition)
4. The secret days of Orson Welles in Brazil (English Edition)

- 2018

1. Prisioneiros de Paraísos
2. Contos e Crônicas: Publicados pelo Pasquim e Premiados pelo Brasil

### Críticas e menções
A Guerra das Imaginações, apesar de estar ao alcance da compreensão do mais modesto leitor, é escrito num português tão puro quanto transparente, apoiado o tempo inteiro em imagens inesperadas de comovente poesia. Um livro tão bem escrito quanto imaginado e estruturado.—  Leonor Basséres, O Globo.
O livro A Guerra das Imaginações é mistura bem temperada e irônica, construída de mistério, sensualidade, história e comédia. Um bom começo para um roteirista já consagrado pelo público nas minisséries de televisão. Pronto para virar filme.—  Telmo Wambier, Jornal do Brasil.
Ele é um dos melhores roteiristas da sua geração. O seu talento pode ser comprovado em diversas minisséries de qualidade que escreveu para a Globo.— Dias Gomes, O Globo.
Doc Comparato, uno de los principales guionistas de televisión de Brasil ha creado series de éxito -como Malu Mulher y Lampião e Maria Bonita.— El País, 18 de setembro de 1990.